# Championnats du monde de luge 2015
Navigation
Édition précédente Édition suivante
Les Championnats du monde de luge 2015 se déroulent du 14 au 15 février 2015 à Sigulda (Lettonie) sous l'égide de la Fédération internationale de luge de course (FIL). Il y a quatre titres à attribuer, un pour les hommes, un pour les femmes, un pour le double hommes et enfin un pour le relais mixte par équipes. Il s'agit d'une compétition annuelle (hors année olympique).
Le calendrier des épreuves est le suivant :
- 14 février 2015 : Doubles Hommes
- 14 février 2015 : Femmes
- 15 février 2015 : Hommes
- 15 février 2015 : Relais Mixte

## Tableau des médailles
| Rang | Nation    | Or | Argent | Bronze | Total |
| ---- | --------- | -- | ------ | ------ | ----- |
| 1    | Allemagne | 3  | 1      | 1      | 5     |
| 2    | Russie    | 1  | 2      | 0      | 3     |
| 3    | Autriche  | 0  | 1      | 1      | 2     |
| 4    | Canada    | 0  | 0      | 1      | 1     |
| 4    | Italie    | 0  | 0      | 1      | 1     |

## Podiums
| Épreuves                | Or                                                                   | Argent                                                                     | Bronze                                                       |
| ----------------------- | -------------------------------------------------------------------- | -------------------------------------------------------------------------- | ------------------------------------------------------------ |
| Hommes                  | Semen Pavlichenko                                                    | Felix Loch                                                                 | Wolfgang Kindl                                               |
| Double-hommes           | Allemagne Tobias Wendl Tobias Arlt                                   | Autriche Peter Penz Georg Fischler                                         | Italie Christian Oberstolz Patrick Gruber                    |
| Femmes                  | Natalie Geisenberger                                                 | Tatiana Ivanova                                                            | Tatjana Hüfner                                               |
| Relais mixte par équipe | Allemagne Natalie Geisenberger Felix Loch Tobias Wendl / Tobias Arlt | Russie Tatiana Ivanova Semen Pavlichenko Andrey Bogdanov / Andrey Medvedev | Canada Alex Gough Samuel Edney Tristan Walker / Justin Snith |